# TE Connectivity
TE Connectivity (TE), est une entreprise de composants électroniques de haute précision, de capteurs, de solutions réseaux, de systèmes de télécommunication sous-marins, de systèmes sans-fil et spécifiques.
La société conçoit, fabrique et commercialise des produits dans de nombreux domaines industriels dont l'automobile, les systèmes de communications et la maison connectée, l'aérospatial, la défense et la marine militaire, le médical, et l'énergie. Aujourd'hui, le portefeuille comprend non seulement des connecteurs, mais également des relais, des capteurs, de la fibre optique, des composants sans fil et des écrans tactile.

## Histoire

### Histoire ancienne
L'histoire de TE Connectivity remonte à la Deuxième Guerre mondiale et est centrée autour de deux sociétés américaines, toutes deux axées sur l'innovation technologique. AMP Incorporated (Aircraft and Marine Products (d)), fondée en 1941, a développé une méthode de jointure sans soudure de terminaux électriques aux câbles qui améliore la cohérence des connexions et l’efficacité de la production. Pendant plus de 50 ans, AMP a mené l'évolution rapide de l'industrie de la connectique et a été le leader des terminaux, connecteurs et produit connexes ; en d’autres termes, de toutes les pièces entrant dans la composition des appareils électroniques finis, du grille-pain à l’ordinateur le plus performant. La société a rapidement adopté une stratégie à l’échelle internationale, en établissant tout d’abord ses opérations en France en 1952 et au Japon en 1956. À la fin des années 1990, AMP était présente dans plus de 50 pays, avec des ventes annuelles supérieures à 5 milliards de dollars.
Raychem Corporation, fondée en 1957, se basait sur la technologie, nouvelle à l’époque, de la chimie sous rayonnement (d’où le nom de Raychem, « ray » pour « rayonnement » et « chem » pour « chimie » en anglais). Les fondateurs de la société ont associé cette technologie à l’expertise en sciences des matériaux pour développer des produits tels que les câblages de bord et les tubes thermorétractables. Par la suite, Raychem a appliqué ces technologies pour créer d’autres produits, notamment des dispositifs de protection de circuit innovants qui pouvaient se réinitialiser automatiquement une fois les défaillances de circuit résolues.
Au début des années 1980, la division TDI Batteries fournissait les batteries au cadmium-nickel au nouveau secteur de la téléphonie cellulaire. Elle devenait plus tard l’un des premiers fournisseurs de batteries ion-lithium destinées aux téléphones portables.

### Histoire récente
En 1999, AMP a fusionné avec Tyco International et plus tard dans la même année l’entreprise fait l’acquisition de Raychem. Ces deux leaders de l'électronique s'associent pour former le socle de Tyco Electronics. Au cours des deux années suivantes, d'autres acquisitions stratégiques ont élargi le portefeuille de la compagnie pour englober des composants et des systèmes électroniques et électriques dans plus de 20 catégories de produits.
Alors président et PDG de Tyco Electronics, Dennis Kozlowski et directeur financier (CFO) Marc H. Swartz, ont été impliqués dans un scandale de 150 millions de dollars pour lequel ils ont été condamnés sur plus de 30 chefs d'accusation en 2005. Ce qui en a fait l'un des plus gros scandales et un sujet d'école dans de nombreuses écoles de commerce.
Le 29 juin 2007, Tyco International a été scindé et Tyco Electronics, ainsi que Covidien, sont devenus autonomes. Tyco Electronics est une société indépendante dont les actions ordinaires sont cotées à la Bourse de New York (NYSE) sous l'abréviation « TEL. »
De 1986 à 2009, Tyco Electronics Subsea Communications (TE SubCom) posa une quantité de câbles sous-marins suffisante pour faire 10 fois le tour de la terre, soit 420 000 km. Les câbles en fibre optique sous-marins représentent l'élément clé des réseaux de communication internationaux, permettant le transfert mondial de données pour des médias tels que la télévision, le téléphone et internet.
En 2009, Tyco electronics ferme l'usine de Chapareillan (Isère) en licenciant 230 employés. Ceci fait suite à un plan présenté en septembre 2008 visant à fermer les sites de Chapareillan (Isère), Val-de-Reuil (Eure) et Berge (Espagne), soit 620 emplois.
En 2011, Tyco Electronics se renomme TE Connectivity.
En juin 2014, TE Connectivity acquiert Measurement Specialties, spécialisé dans les mesures de températures, d'humidités, de pression et d’accélération, pour 1,7 milliard de dollars.
En janvier 2015, TE Connectivity annonce être prêt d'un accord de vente avec CommScope Holding pour ses activités d'équipements de réseaux pour 3 milliards de dollars. En février 2016 TE Connectivity acquiert Creganna Medical Group, spécialisé dans le matériel médical pour les opérations peu intrusives, pour 895 millions de dollars.
En janvier 2019, TE Connectivity annonce la délocalisation des activités de production de l'usine d'Allonnes (Sarthe) vers des sites situés en Pologne et aux États-Unis d'ici 2020.

## Structure
TE Connectivity se compose de trois unités d'exploitation :
- Transports
- Industrielles
- Communications

Son chiffre d'affaires s’élève à 14 milliards de dollars en 2019, avec des clients répartis dans plus de 150 pays.
TE Connectivity opère maintenant dans 50 pays, avec des sites de fabrication dans environ 25 pays. Malgré l'évolution des opérations de fabrication dans les régions émergentes telles que la Chine et l'Europe de l'Est, la stratégie de l'entreprise est de conserver une présence équilibrée dans les trois principales régions du monde. TE produit environ 500 000 produits et emploie environ 85 000 personnes dans le monde entier.